# Marino Biliškov
Marino Biliškov (* 17. März 1976 in Split) ist ein ehemaliger kroatischer Fußballspieler.

## Karriere
Biliškov begann als Siebenjähriger bei Hajduk Split mit dem Fußballspiel. 1993 verließ er mit 17 Jahren den Verein, zu dem er nach mehreren Stationen bei unterklassigen Vereinen 1998 zurückkehrte. 1999 folgte der Wechsel in die deutsche Bundesliga zum VfL Wolfsburg. Im Sommer 2005 ging er zum MSV Duisburg, stieg mit den Zebras jedoch in die 2. Bundesliga ab.
Ab August 2006 spielte Biliškov für den griechischen Erstligisten Iraklis Saloniki. Zur Saison 2007/08 wechselte er zum Zweitligisten SpVgg Greuther Fürth. In Fürth eroberte er sich einen Stammplatz in der Innenverteidigung, scheiterte mit dem Klub 2008 (6. Platz) und 2009 (5. Platz) jedoch zweimal am Aufstieg in die Bundesliga.
Am 19. Januar 2011 wurde bekannt, dass Biliškov zum FC Ingolstadt 04 wechselt, für den er dann am 21. Januar 2011 im Spiel gegen den MSV Duisburg unter Trainer Benno Möhlmann debütierte und für den er in seiner ersten Saison auf insgesamt 28 Einsätze kam. Nach drei Jahren in Ingolstadt beendete er im Sommer 2013 seine aktive Laufbahn.